# جیمز کریگین (بازیکن فوتبال)
جیمز کریگین (انگلیسی: James Craigen؛ زادهٔ ۲۸ مارس ۱۹۹۱) بازیکن فوتبال اهل بریتانیا است.
از باشگاه‌هایی که در آن بازی کرده‌است می‌توان به باشگاه فوتبال پاتریک تیسل اشاره کرد.